# Agrypnus elstoni
Agrypnus elstoni là một loài bọ cánh cứng trong họ Elateridae. Loài này được Neboiss miêu tả khoa học năm 1956.